# Хайнрих XIV (Бавария)
Хайнрих XIV (на немски: Heinrich XIV, Heinrich II; * 29 септември 1305; † 1 септември 1339, Ландсхут) от фамилията Вителсбахи, е херцог на Долна Бавария като Хайнрих II през 1310 – 1339 г., до 1312 г. под регентството на Лудвиг Баварски.

## Живот
Син е на херцог Стефан I и на Юта (Юдит) от Швайдниц († 15 септември 1320), дъщеря на херцог Болко I от Швайдниц.
След смъртта на баща му на 10 декември 1310 г. Хайнрих поема заедно с брат си Ото IV († 1334) управлението на Долна Бавария първо под надзора на Лудвиг Баварски, който печели при конфликтите за надзора над младите херцози с братовчеда му Фридрих Красивия от род Хабсбурги. По-късно при конфликата на Вителсбахите с Хабсбургите Хайнрих помага на Лудвиг Баварски и когото той смята да абдикира като германски крал през 1333 г. Хайнрих е вероятният му наследник. Конфликтите с неговия брат Ото и неговия братовчед Хайнрих XV (син на Ото III) за владетелството в Долна Бавария влошават по-късно отношенията към Лудвиг Баварски, така че Хайнрих се съюзява за известно време с неговия тъст Ян Люксембургски, когото придружава до пътуване в Прусия през 1336/1337 г.
Хайнрих умира от заболяването му от лепра малко след сдобряването му с Лудвиг Баварски. Негов наследник в Долна Бавария става неговият син Йохан I Детето.

## Семейство
Хайнрих XIV се жени на 12 август 1328 г. за Маргарита Люксембургска (1313 – 1341), принцеса от Бохемия, дъщеря на чешкия крал Ян Люксембургски и на Елишка Пршемисловна, дъщеря на Вацлав II. Двамата имат две деца:
- Йохан I Детето (* 29 ноември 1329, † 21 декември 1340), жени се на 18 април 1339 г. в Мюнхен за Анна (1326 – 1361), дъщеря на император Лудвиг Баварски.
- Хайнрих (1330), умира в годината на раждането

В генеалогиите също се споменава за незаконен син Еберхард, за когото няма сведения.